# Gustaaf Willem van Imhoff

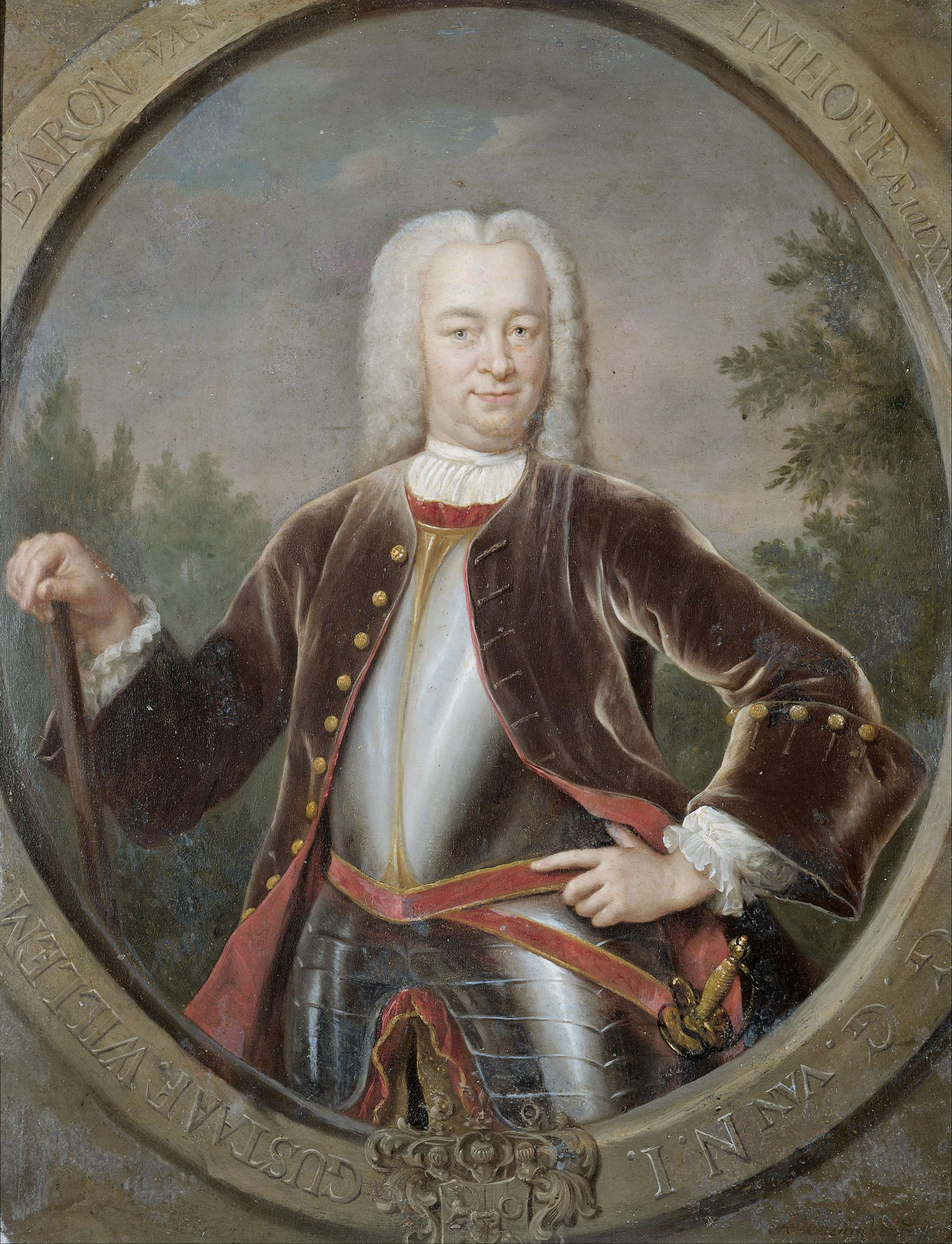
Gustaaf Willem van Imhoff (1742).

Gustaaf Willem van Imhoff (Leer, 8 de Agosto de 1705 – Batavia, 1 de Novembro de 1750), barão de Imhoff, foi governador-geral das Índias Orientais Neerlandesas (gouverneur-generaal). Durante o seu mandato seguiu uma política activa de combate à influência portuguesa e britânica na Insulíndia.